# Индуизм в Великобритании
Согласно переписи населения 2001 года, индуизм в Великобритании исповедовало 558 342 человека (около 1 % населения страны). Причём 1,3 % из назвавших себя индуистами британцев были «белыми», а не азиатами. По оценке британской газеты «The Guardian», в 2007 году индуистское население Великобритании составляло 1,5 млн чел. Крупнейшей и старейшей индуистской организацией Великобритании является Национальный совет индуистских храмов, объединяющий 88 индуистских храмов страны. Другая организация, Индуистский совет Великобритании, представляет около 400 индуистских культурных и религиозных организаций, включая храмы. Индуистский форум Великобритании является третьей по значимости и числу членов британской индуистской организацией. Членами Форума являются более 300 индуистских организаций страны.
Большинство британских индуистов проживают в Англии, причём почти 50 % из них — в районе Лондона. В Северной Ирландии, Шотландии и Уэльсе существуют только сравнительно небольшие индуистские общины.
В январе 2010 года в Великобритании открылась первая индуистская начальная школа Кришна-Аванти, основанная и построенная кришнаитами на средства, выделенные британским правительством.